# بوباي جونز
بوباي جونز (بالإنجليزية: Popeye Jones)‏ مواليد 17 يونيو 1970 في دريسدن، هو لاعب كرة سلة أمريكي معتزل أصبح مدرباً مساعدا بدأ مسيرته الاحترافية في سنة 1992. تم اختياره من قبل فريق هيوستن روكتس خلال الدرافت وهو مدرب مساعد لفريق إنديانا بايسرز في الرابطة الوطنية لكرة السلة. يبلغ طوله 6 قدم 8 بوصة (2.0 م). اعتزل اللعب في 2004. أحرز خلال مسيرته في الإن بي إيه 3726 نقطة بمعدل 7.0 نقاط في المباراة الواحدة.

## المسيرة الاحترافية
لعب مع دالاس مافيريكس من سنة 1993 إلى 1996، ثم لعب مع تورونتو رابتورز من سنة 1996 إلى 1998، ثم لعب مع بوسطن سيلتكس في موسم 1998–1999، ثم لعب مع دنفر ناغتس في موسم 1999–2000، ثم لعب مع واشنطن ويزاردز من سنة 2000 إلى 2002، ثم لعب مع دالاس مافيريكس في موسم 2002–2003، ثم لعب مع غولدن ستايت ووريورز في موسم 2003–2004.

## روابط خارجية
- بوباي جونز على موقع إن بي أي (الإنجليزية)
- بوباي جونز على موقع سبورتس رفرنس (الإنجليزية)
- بوباي جونز على موقع كرة السلة الأوروبية.كوم (الإنجليزية)
- بوباي جونز على موقع كلية كرة السلة في سبورتس رفرنس.كوم (الإنجليزية)
- بوباي جونز على موقع ريلجم (الإنجليزية)
- بوباي جونز على موقع بروبوليرز (الإنجليزية)
- بوباي جونز على موقع سبورتس رفرنس (الإنجليزية)